# Чудское (Украина)
Чудское (укр. Чудське, до 2016 г. — Котовское) — село, относится к Березовскому району Одесской области Украины.
Основано в качестве еврейской земледельческой колонии «Котовский».
Население по переписи 2001 года составляло 318 человек. Почтовый индекс — 67324. Телефонный код — 4856. Занимает площадь 0,769 км². Код КОАТУУ — 5121285703.

## Местный совет
67324, Одесская обл., Березовский р-н, с. Розквит, ул. Почтовая, 1